# Montliot
Montliot était une commune française, située dans le département de la Côte-d'Or et la région Bourgogne-Franche-Comté. La commune a disparu officiellement le 1er janvier 1813 à la suite de la fusion avec sa voisine Courcelles-les-Rangs. La nouvelle commune s'appelle Montliot-et-Courcelles.